# Quercus acerifolia
Espèce
Statut de conservation UICN

 EN B1+2bc : En danger
Quercus acerifolia, le chêne à feuilles d'érable, est une espèce d'arbres à feuilles caduques de la famille des Fagaceae. Elle est endémique des Ozarks dans l'Arkansas aux États-Unis. Elle est en danger d'extinction en raison de la destruction de son habitat. C'est un arbre qui peut atteindre 15 mètres de haut pour 60 centimètres de circonférence. Sa feuille mesure environ 10 centimètres de long et de large et elle est assez découpée, prenant un coloris rouge à l'automne.